# Kučilovina
Kučilovina is een plaats in de gemeente Zagreb in de Kroatische provincie Stad Zagreb. De plaats telt 209 inwoners (2001).